# Canton de Mignon-et-Boutonne
Le canton de Mignon-et-Boutonne est une circonscription électorale française du département des Deux-Sèvres.

## Histoire
Un nouveau découpage territorial des Deux-Sèvres entre en vigueur à l'occasion des premières élections départementales suivant le décret du 18 février 2014. Les conseillers départementaux sont, à compter de ces élections, élus au scrutin majoritaire binominal mixte. Les électeurs de chaque canton élisent au Conseil départemental, nouvelle appellation du Conseil général, deux membres de sexe différent, qui se présentent en binôme de candidats. Les conseillers départementaux sont élus pour 6 ans au scrutin binominal majoritaire à deux tours, l'accès au second tour nécessitant 12,5 % des inscrits au 1er tour. En outre la totalité des conseillers départementaux est renouvelée. Ce nouveau mode de scrutin nécessite un redécoupage des cantons dont le nombre est divisé par deux avec arrondi à l'unité impaire supérieure si ce nombre n'est pas entier impair, assorti de conditions de seuils minimaux. Dans les Deux-Sèvres, le nombre de cantons passe ainsi de 33 à 17.
Le canton de Mignon-et-Boutonne est formé de communes des anciens cantons de Brioux-sur-Boutonne (19 communes), de Beauvoir-sur-Niort (8 communes) et de Mauzé-sur-le-Mignon (8 communes). Il est entièrement inclus dans l'arrondissement de Niort. Le bureau centralisateur est situé à Mauzé-sur-le-Mignon.
À la suite de la création de plusieurs communes nouvelles, la composition du canton est révisée par le décret du 7 novembre 2019. Le nombre de communes du canton est de 30.

## Représentation
| Période élective | Période élective | Mandat | Mandat   | Identité          | Nuance | Nuance | Qualité |
| ---------------- | ---------------- | ------ | -------- | ----------------- | ------ | ------ | --- |
| 2015             | 2021             | 2015   | 2021     | Bernard Belaud    |        | LR     | Maire d'Ensigné Agriculteur Ancien conseiller général du Canton de Brioux-sur-Boutonne (2008-2015)                                                                                 |
| 2015             | 2021             | 2015   | 2021     | Séverine Vachon   |        | LR     | Adjointe au maire de Beauvoir-sur-Niort, maire depuis 2020 Directrice de cabinet du maire de Niort 6è vice-présidente chargée de l'Environnement                                   |
| 2021             | 2028             | 2021   | en cours | Philippe Mauffrey |        | LR     | Ancien personnel navigant, maire de Mauzé-sur-le-Mignon |
| 2021             | 2028             | 2021   | en cours | Séverine Vachon   |        | LR     | Conseillère sortante, maire de Beauvoir-sur-Niort, 7e vice-présidente chargée du Développement durable, des Parcs naturels régionaux (PNR) et des Espaces naturels sensibles (ENS) |

### Résultats détaillés

#### Élections de mars 2015
À l'issue du 1er tour des élections départementales de 2015, deux binômes sont en ballottage : Bernard Belaud et Séverine Vachon (Union de la Droite, 40,96 %) et Sébastien Dugleux et Lætitia Lonjard (Union de la Gauche, 32,01 %). Le taux de participation est de 53,2 % (7 296 votants sur 13 715 inscrits) contre 50,44 % au niveau départemental et 50,17 % au niveau national.
Au second tour, Bernard Belaud et Séverine Vachon (Union de la Droite) sont élus avec 55,63 % des suffrages exprimés et un taux de participation de 52,6 % (3 703 voix pour 7 212 votants et 13 710 inscrits).

#### Élections de juin 2021
Le premier tour des élections départementales de 2021 est marqué par un très faible taux de participation (33,26 % au niveau national). Dans le canton de Mignon-et-Boutonne, ce taux de participation est de 34,62 % (4 781 votants sur 13 809 inscrits) contre 32,03 % au niveau départemental. À l'issue de ce premier tour, deux binômes sont en ballottage : Philippe Mauffrey et Séverine Vachon (Union au centre et à droite, 40,31 %) et Mathias Chebrou et Magali Migaud (binôme écologiste, 17,23 %).
Le second tour des élections est marqué une nouvelle fois par une abstention massive équivalente au premier tour. Les taux de participation sont de 34,36 % au niveau national, 31,89 % dans le département et 34,25 % dans le canton de Mignon-et-Boutonne. Philippe Mauffrey et Séverine Vachon (Union au centre et à droite) sont élus avec 59,01 % des suffrages exprimés (2 574 voix pour 4 728 votants et 13 806 inscrits),,.

## Composition
Lors du redécoupage de 2014, le canton de Mignon-et-Boutonne comprenait trente-cinq communes entières.
À la suite de la création des communes nouvelles de Plaine-d'Argenson au 1er janvier 2018 et de Val-du-Mignon au 1er janvier 2019, le canton comprend désormais trente communes entières.
| Nom                                         | Code Insee | Intercommunalité     | Superficie (km2) | Population (dernière pop. légale) | Densité (hab./km2) | Modifier                                    |
| ------------------------------------------- | ---------- | -------------------- | ---------------- | --------------------------------- | ------------------ | ------------------------------------------- |
| Mauzé-sur-le-Mignon (bureau centralisateur) | 79170      | CA du Niortais       | 23,62            | 2 917 (2022)                      | 123                | modifier les données · modifier les données |
| Asnières-en-Poitou                          | 79015      | CC Mellois en Poitou | 19,06            | 191 (2022)                        | 10                 | modifier les données · modifier les données |
| Beauvoir-sur-Niort                          | 79031      | CA du Niortais       | 23,48            | 1 772 (2022)                      | 75                 | modifier les données · modifier les données |
| Le Bourdet                                  | 79046      | CA du Niortais       | 8,30             | 570 (2022)                        | 69                 | modifier les données · modifier les données |
| Brieuil-sur-Chizé                           | 79055      | CC Mellois en Poitou | 8,06             | 99 (2022)                         | 12                 | modifier les données · modifier les données |
| Brioux-sur-Boutonne                         | 79057      | CC Mellois en Poitou | 15,49            | 1 434 (2022)                      | 93                 | modifier les données · modifier les données |
| Chérigné                                    | 79085      | CC Mellois en Poitou | 7,88             | 133 (2022)                        | 17                 | modifier les données · modifier les données |
| Chizé                                       | 79090      | CC Mellois en Poitou | 23,50            | 843 (2022)                        | 36                 | modifier les données · modifier les données |
| Ensigné                                     | 79111      | CC Mellois en Poitou | 20,30            | 288 (2022)                        | 14                 | modifier les données · modifier les données |
| Les Fosses                                  | 79126      | CC Mellois en Poitou | 12,04            | 426 (2022)                        | 35                 | modifier les données · modifier les données |
| La Foye-Monjault                            | 79127      | CA du Niortais       | 19,06            | 839 (2022)                        | 44                 | modifier les données · modifier les données |
| Juillé                                      | 79142      | CC Mellois en Poitou | 4,87             | 99 (2022)                         | 20                 | modifier les données · modifier les données |
| Luché-sur-Brioux                            | 79158      | CC Mellois en Poitou | 5,16             | 122 (2022)                        | 24                 | modifier les données · modifier les données |
| Lusseray                                    | 79160      | CC Mellois en Poitou | 8,14             | 175 (2022)                        | 21                 | modifier les données · modifier les données |
| Marigny                                     | 79166      | CA du Niortais       | 31,72            | 901 (2022)                        | 28                 | modifier les données · modifier les données |
| Paizay-le-Chapt                             | 79198      | CC Mellois en Poitou | 20,34            | 255 (2022)                        | 13                 | modifier les données · modifier les données |
| Périgné                                     | 79204      | CC Mellois en Poitou | 21,18            | 954 (2022)                        | 45                 | modifier les données · modifier les données |
| Plaine-d'Argenson                           | 79078      | CA du Niortais       | 44,93            | 993 (2022)                        | 22                 | modifier les données · modifier les données |
| Prin-Deyrançon                              | 79220      | CA du Niortais       | 16,12            | 597 (2022)                        | 37                 | modifier les données · modifier les données |
| La Rochénard                                | 79229      | CA du Niortais       | 8,55             | 526 (2022)                        | 62                 | modifier les données · modifier les données |
| Saint-Georges-de-Rex                        | 79254      | CA du Niortais       | 17,63            | 433 (2022)                        | 25                 | modifier les données · modifier les données |
| Saint-Hilaire-la-Palud                      | 79257      | CA du Niortais       | 34,12            | 1 510 (2022)                      | 44                 | modifier les données · modifier les données |
| Secondigné-sur-Belle                        | 79310      | CC Mellois en Poitou | 24,39            | 487 (2022)                        | 20                 | modifier les données · modifier les données |
| Séligné                                     | 79312      | CC Mellois en Poitou | 9,83             | 112 (2022)                        | 11                 | modifier les données · modifier les données |
| Val-du-Mignon                               | 79334      | CA du Niortais       | 28,34            | 1 087 (2022)                      | 38                 | modifier les données · modifier les données |
| Vernoux-sur-Boutonne                        | 79343      | CC Mellois en Poitou | 8,12             | 237 (2022)                        | 29                 | modifier les données · modifier les données |
| Le Vert                                     | 79346      | CC Mellois en Poitou | 11,81            | 118 (2022)                        | 10,0               | modifier les données · modifier les données |
| Villefollet                                 | 79348      | CC Mellois en Poitou | 13,04            | 203 (2022)                        | 16                 | modifier les données · modifier les données |
| Villiers-en-Bois                            | 79350      | CC Mellois en Poitou | 18,53            | 124 (2022)                        | 6,7                | modifier les données · modifier les données |
| Villiers-sur-Chizé                          | 79352      | CC Mellois en Poitou | 11,37            | 156 (2022)                        | 14                 | modifier les données · modifier les données |
| Canton de Mignon-et-Boutonne                | 7909       |                      | 518,98           | 18 601 (2022)                     | 36                 | modifier les données                        |

## Démographie
En 2022, le canton comptait 18 601 habitants, en évolution de −1,33 % par rapport à 2016 (Deux-Sèvres : +0,18 %, France hors Mayotte : +2,11 %).
| 2013   | 2018   | 2022   |
| ------ | ------ | ------ |
| 18 860 | 18 738 | 18 601 |